# Jean de La Varende

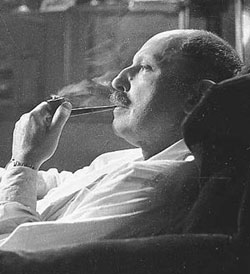
Jean de La Varende

Jean de La Varende, eigentlich Jean Balthazar Marie Mallard de La Varende Agis de Saint-Denis, (* 24. Mai 1887 auf Schloss Bonneville bei Chamblac, Département Eure; † 8. Juni 1959 in Paris) war ein französischer Autor, Literaturkritiker und Maler.

## Leben
Jean de La Varende entstammte einer Dynastie von Offizieren: sein Vater war der Marineoffizier Gaston Mallart de La Varende (1849–1887), sein Großvater mütterlicherseits war der Konteradmiral Camille Fleuriot de Langle (1821–1914). La Varende wurde bereits mit neun Wochen Halbwaise, da sein Vater am 27. Juli 1887 starb.
Die Erziehung organisierte nun der Großvater, der seinen Enkel auf das Collège Saint-Vincent nach Rennes (Département Ille-et-Vilaine) schickte. Nach seinem Abschluss dort (Baccalauréat), wechselte er an die École des Beaux-Arts nach Paris.
1914 starb sein Großvater und La Varende trat noch im selben Jahr dem 18e régiment d’infanterie de Vernon bei. Während des Ersten Weltkriegs kämpfte er in der Normandie.
La Varende heiratete am 12. Dezember 1919 Jeanne Kuhlmann-Roederer und ließ sich auf dem großväterlichen Erbe – Schloss Bonneville – nieder. Dort kam auch sein einziges Kind, Éric, (1922–1979) zur Welt. Zwischen 1922 und 1932 wirkte La Varende in Verneuil-sur-Avre als Dozent an der École des Roches. Während dieser Jahre entstanden seine Schiffsmodelle, die dann 1932 in der Galerie Bernheim (Paris) in einer vieldiskutierten Ausstellung zu sehen waren. Dazu initiierte Louis Félix Marie Franchet d’Esperey, der Präsident der Société de Géographie, einen Katalog.
In dieser politisch unruhigen Zeit schloss sich La Varende der rechtsextremen Action française an, einer politischen Gruppierung, der unter anderem auch seine Bekannten Henry Bordeaux und Paul Bourget angehörten.
1942 wählte man La Varende in die Académie Goncourt.
Zwei Wochen nach seinem 72. Geburtstag starb Jean de La Varende am 8. Juni 1959 in Paris. Seine letzte Ruhestätte fand er im Familiengrab auf dem Friedhof von Chamblac in seiner Heimatgemeinde.
In mehreren Städten in der Normandie wurden Straßen nach ihm benannt, dazu gehören die rue Jean de la Varende in Bernay, Rouen und in Lisieux. Auch viele Schulen wurden nach ihm benannt, zum Beispiel das Collège Jean de La Varende in Bourg-Achard (Eure) und Mont-Saint-Aignan (Département Seine-Maritime).

## Werke (Auswahl)

### Als Autor
Biographien
- Geoffroy Hay, comte de Nétumières. Demoulin, Paris 1908.
- Anne d'Autriche. Édition de France, Paris 1938.
- Grands Normands. Études sentimentales. Defontaine, Rouen 1939.[1]
- Mademoiselle de Corday. Defontaine, Rouen 1939.
- Le Maréchal de Tourville. Édition de France, Paris 1943.
- Rodin. Rombaldi, Paris 1944.
- Guillaume de Bâtard, conquérant. Vox, Paris 1946.
- Surcouf, corsaire. Marcus, Paris 1946.
- Monsieur Voincent. Le Rocher, Monaco 1947.
- Suffren et ses enemis. Édition de France, Paris 1948.
- Don Bosco. Fayard, Paris 1951.
- Flaubert par lui-même. Seuil, Paris 1951.
- Cadoudal Édition française d'Amsterdam, Paris 1952.
- Monsieur le duc de Saint-Simon et sa comédie humaine. Hachette, Paris 1955.
- Jean Bart pour de vrai. Flammarion, Paris 1957.
- Le Curé d'Ars et sa passion. Bloud & Gay, Paris 1958.

Erzählungen
- Contes sauvages. Defontaine, Rouen

1. Trois Nouvelles. 1938.
2. Contes amers. 1945.

- Contes fervents. Defontaine, Rouen 1948.
- Les gentilshommes. Wapler, Paris 1948.
- Princes et mananta. Gautier-Languereau, Paris 1960.
- Des marins, de l'honneur et des dames. Plon, Paris 1971.
- L'indifférente. Le Rocher, Monaco 1999.

Romane
- Nez-de-Cuir. Gentilhomme d'amour. Maugard, Rouen 1936.
- Le sorcier vert. Roman. Sorlot, Paris 1938.
- Le Centaure de Dieu. Paris, Grasset, 1938.
- Le roi d'ecosse. Grasset, Paris 1941.
- Le troisième jour. Grasset, Paris 1947.
- Le dernière fête. Flammarion, Paris 1953.
- L'amour de monsieur de Bonneville. Plon, Paris 1955.
- La partisane. Flammarion, Paris 1960.
- Un sot mariage. Hachette, Paris 1959.
- Monsieur le Duc. Flammarion, Paris 1958.

Sachbücher
- Les châteaux de Normandie. Duval, Rouen 1937.
- Le Mont Saint-Michel. Defontaine, Rouen 1941.
- Les Broglie. Fasquelle, Paris 1950.
- La Normandie en fleurs. Plon, Paris 1950.
- Versailles. Lefebvre, Paris 1958.
- Images du Japon. Au soleil levant. Cochery, Paris 1956.
- L'École navale. Flammarion, Paris 1952.

### Als Übersetzer
- Concha Espina: La rose des vents („Rosa de los vientos“). Plon, Paris 1949.

## Adaptionen
- Yves Allégret (Regie): Nez de cuir. 1951 (nach dem gleichnamigen Roman).